# ریمن ریوینگ رابیدها: تی‌وی پارتی
ریمن ریوینگ رابیدها: تی‌وی پارتی (به انگلیسی: Rayman Raving Rabbids: TV Party) (معروف به ریمن رابیدهای ۳) یک بازی ویدیویی است که توسط یوبی سافت ساخته و منتشر شده‌است و سومین و آخرین قسمت از سه‌گانه اصلی ریمن رابیدزهای دیوانه است. پیش نمایش تبلیغاتی تیزر در تاریخ ۲۹ آوریل ۲۰۰۸ منتشر شد.
در این قسمت سوم از سری رابیدها، رابیدز کنترل ایستگاه تلویزیونی ریمن (و احتمالاً سایر موارد) را به دست می‌گیرند و انتقال آنها را در طول یک هفته کامل در انحصار خود درمی‌آورند. تمام بازی‌های کوچک مضمون تلویزیونی را دنبال می‌کنند، براساس فیلم‌ها، برنامه‌های تناسب اندام، برنامه‌های باغبانی و انواع نمایش‌ها. «تبلیغات» به صورت میکرو گیم وجود دارد که به‌طور تصادفی در طول بازی ظاهر می‌شود و فقط چند ثانیه طول می‌کشد. پاک کردن میکرو بازی به بازیکن برنده جایزه می‌دهد. این بازی به ۸ بازیکن در حالت مبتنی بر نوبت اجازه می‌دهد و این آخرین بازی رابیدها است که دارای ریمن است. رابیدز به خانه بروید دنبال می‌شود.